# Twenty One Pilots
Twenty One Pilots (estilizado en minúsculas como twenty øne piløts) es un dúo musical estadounidense de Columbus, Ohio. La banda se formó en 2009 por el vocalista Tyler Joseph junto con Nick Thomas y Chris Salih, quienes la abandonaron en 2011. Desde su partida, la formación ha consistido en el cantante Tyler Joseph y el baterista Josh Dun. El grupo es principalmente conocido por los sencillos "Stressed Out", "Ride" y "Heathens". El grupo recibió un Premio Grammy al mejor pop de dúo/grupo en los Premios Grammy de 2017.
La banda lanzó de forma independiente dos álbumes Twenty One Pilots (2009) y Regional at Best (2011), antes de ser firmada por el sello discográfico Fueled by Ramen en 2012. Su debut en el sello, Vessel, fue lanzado en 2013. El dúo logró un éxito revolucionario con su cuarto álbum, Blurryface (2015), que produjo los exitosos sencillos "Stressed Out" y "Ride" y se convirtió en el primer álbum en la historia en el que cada canción recibió al menos una certificación de oro de la Asociación de Industria Discográfica de Estados Unidos. El lanzamiento del sencillo "Heathens" también convirtió al grupo en el primer artista alternativo en tener dos sencillos entre los diez mejores concurrentes en los Estados Unidos. El quinto álbum de estudio del dúo, Trench, fue lanzado el 5 de octubre de 2018. El 21 de mayo de 2021, el dúo lanzó su sexto álbum llamado Scaled and Icy, en el cual la música del dúo tuvo un fuerte cambio, ya que, dentro de la historia de los álbumes este último fue controlado por los obispos. El 24 de mayo de 2024 sale su séptimo álbum de estudio, Clancy, el cual continúa la historia iniciada en Blurryface.

## Historia de la banda

### 2001-2011: Formación y álbum homónimo
Tyler Joseph conoció a su futuro compañero de banda Nick Thomas a una edad temprana mientras jugaba baloncesto juvenil en Columbus, Ohio. Thomas luego fue transferido la escuela secundaria de Joseph, y los dos seguirían siendo amigos durante la escuela secundaria.
Joseph comenzó a tocar música después de encontrar un teclado viejo en su armario, un regalo de Navidad de su madre, y comenzó a imitar melodías de radio. En 2007, Joseph grabó un álbum en solitario No Phun Intended, en el sótano de sus padres. Thomas contribuyó con la guitarra a varias canciones del álbum, y colaboró en la canción "Trees", que más tarde se convertiría en una canción distintiva de Twenty One Pilots.
Mientras asistía a la Universidad Estatal de Ohio, Joseph conoció en Texas a su futuro compañero de banda Chris Salih en una fiesta. Al señalar el talento y la energía creativa del compositor, Salih consultó a Joseph sobre comenzar una banda. Impresionado por el estudio de grabación que Salih había construido en su casa, Joseph acordó tocar música juntos y comenzó a compartir sus ideas para nueva música. Justo antes de su primera actuación, Joseph invitó a Thomas a unirse a la banda sin nombre como bajista. En 2009, el grupo se mudó a una casa propia, donde su primer álbum fue conceptualizado y grabado en el sótano.
La banda inicialmente tocó para una amplia variedad de audiencias en clubes y lugares alrededor del área de Columbus. Tocar en lugares de metal, hardcore y electrónicos influyó en Joseph para incorporar estos estilos dispares con su composición. Para llamar la atención de asistentes y promotores desconocidos o desinteresados, la banda comenzó a experimentar con disfraces y acrobacias en el escenario.
Ahora con el nombre de Twenty One Pilots, El grupo lanzó su álbum debut homónimo, Twenty One Pilots, el 29 de diciembre de 2009, y comenzó a recorrer Ohio. Su comercialización inicial fue de base; La madre de Joseph se pararía afuera de Universidad Estatal de Ohio regalando entradas para sus espectáculos. Durante este tiempo, la banda participó en los concursos "Battle of the Band" en The Alrosa Villa y The Basement, importantes locales de música de Columbus.
En 2010, la banda publicó dos pistas en su cuenta SoundCloud, una versión de "Jar of Hearts" de Christina Perri y una interpretación remezclada de "Con te partirò (Time to Say Goodbye)" por Andrea Bocelli y Sarah Brightman. La última canción se convertiría en la primera canción que el baterista local Josh Dun escuchó del grupo.
Joseph, Dun, y Salih participó en los esfuerzos musicales de una iglesia Five14 de Columbus, Ohio. Contribuyeron a cuatro de las catorce canciones para su álbum Clear, con Travis Whittaker y la banda de gospel "New Albany Music". En 2011, Joseph apareció en un video de 3 partes llamado "The (moderately inspiring tale of the) Longboard Rodeo Tango", y cantó "O come, O come, Emmanuel" en otro video, "Christmas With the Stars".

### 2011-2012: cambios de alineación yRegional At Best
Salih se fue el 8 de mayo de 2011 para enfocarse en el trabajo, y Thomas se fue el próximo mes el 3 de junio de 2011 para enfocarse en la educación, ambos publicaron notas de despedida en la página oficial de Facebook de la banda. Antes de partir del proyecto, Salih invitó a Guitar Center compañero de trabajo y amigo del grupo de Josh Dun (exbaterista de gira de House of Heroes), para tomar su lugar en la banda. Impresionado por el potencial de la banda y la visión creativa de Joseph, Dun abandonó los planes de tocar la batería en Nashville y se unió al proyecto solo unas semanas antes de que Thomas dejara el grupo.
Tanto Salih como Thomas permanecieron involucrados con la producción de la banda durante algún tiempo después de su partida. Thomas asistió brevemente a la escuela en Carolina del Norte, pero se mudó a la casa de Joseph y Dun en Columbus un año después y comenzó a administrar sus mercancías. Thomas siguió siendo parte del equipo de distribución de mercancías durante la producción de Blurryface y continúa participando activamente en el ciclo de gira de la banda.

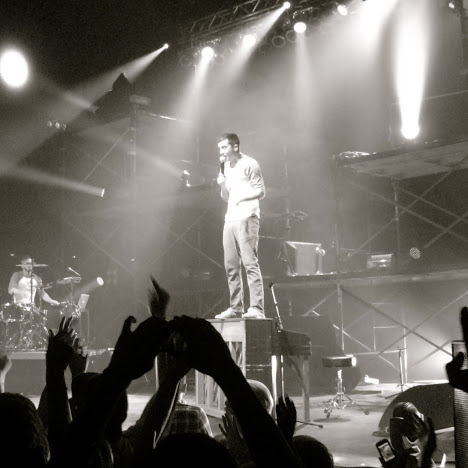
Twenty One Pilots actuando en 2012

Con una nueva alineación compuesta solo por Joseph y Dun, Twenty One Pilots lanzó por su cuenta su segundo álbum, "Regional at Best", el 8 de julio de 2011. El álbum fue acompañado por un programa de lanzamiento de CD gratuito con el argumento de New Albany High School. Mientras Salih y Thomas estuvieron involucrados en la conceptualización del álbum, ni ellos ni Dun afirman haber tenido mucha participación en su producción, que fue manejada casi exclusivamente por Joseph. El álbum presenta al hermano de Joseph Zack en la canción "Kitchen Sink" y el conocido de Joseph Jocef en la canción "Be Concerned".
En noviembre de 2011, después de meses de cultivar una base de admiradores en el área de Columbus a través de la interacción de las redes sociales y las giras constantes, la banda tocó en un concierto con entradas agotadas en Columbus Newport Music Hall. Este logro notable para un grupo local sin firmar llamó la atención de varios sellos discográficos interesados en ver si el atractivo de la banda podría extenderse fuera de Ohio. Ese mismo año, el dúo lanzó dos canciones gratis a través de su boletín electrónico: la versión original de "House of Gold" y "Two".
Joseph y Dun se embarcaron en el Regional at Best Tour con la banda de rock CHALLENGER!, documentando en una serie de videos subidos al canal de Youtube de Twenty One Pilots.

### 2012-2014:Vessel, debut en televisión y Quiet Is Violent World Tour

Antiguo logo de Twenty One Pilots durante Regional At Best y Vessel

En abril de 2012, en un concierto agotado en el Lifestyle Communities Pavilion, se anunciaron bajo el sello de Atlantic Records, subsidiaria de Fueled by Ramen. El 17 de julio de 2012, lanzaron su álbum debut con Fueled by Ramen en forma de EP con tres canciones, titulado "Three Songs". En agosto de 2012, se embarcó una pequeña gira con Neon Trees y Walk the Moon. Trabajaron con Greg Wells, productor de Adele y Katy Perry, en su primer álbum de larga duración bajo el sello de Fueled by Ramen.
El 15 de noviembre de 2012, fue lanzado en YouTube el vídeo oficial de "Holding on to You".
Vessel fue lanzado el 8 de enero de 2013 y obtuvo el puesto 58 en el Billboard 200, el 42 en la tabla de álbumes digitales, 17 en la tabla de álbumes de internet, 15 en la tabla de álbumes Rock y 10 en la tabla de álbumes Alternativos.
En 2013, los vídeos musicales de "Guns for Hands" y "Car Radio", fueron lanzados el 7 de enero y el 9 de abril respectivamente.
El grupo tuvo su primer éxito en las radios estadounidenses con "Holding on to You", que alcanzó el puesto 11 en la tabla Billboard Alternative Songs; adicionalmente, los sencillos "Guns For Hands" y "Lovely" alcanzaron el puesto 21 y 67 respectivamente en el Japan Hot 100.
En mayo del mismo año, Fall Out Boy anunció que Twenty One Pilots serían los teloneros de los conciertos de su gira "Save Rock and Roll" el otoño siguiente.
El 8 de agosto de 2013, Twenty One Pilots interpretó "House of Gold" en Conan, en una de sus noches de debut. El 2 de octubre el vídeo musical fue subido a YouTube.
El 30 de noviembre del corriente, Tyler Joseph dijo a la revista Rolling Stone en una entrevista antes del concierto, que habían empezado a trabajar con su nuevo álbum, y añadió que el álbum tendría un estilo "chill out y misterioso". "Es el tipo de álbum que pensamos que daría escalofríos en la espina dorsal, o algo parecido si se va conduciendo solo en la oscuridad." "Tendrá un estilo chill out y un ambiente misterioso para ir con ella." En la misma entrevista Josh Dun confirmó que extenderían la gira a través del primer trimestre del año nuevo. Adicionalmente, el productor de la banda, Greg Wells, ha dicho en varias ocasiones que vienen "grandes cosas" para Twenty One Pilots.
El 24 de diciembre, víspera de Navidad, Tyler Joseph participó y cantó "O come, O come, Emmanuel" en Five14 Church's Christmas With the Stars in New Albany, Ohio. El vídeo oficial de la actuación fue subido a YouTube el 14 de febrero de 2014.
El 31 de diciembre, víspera de año nuevo, el nuevo vídeo de Twenty One Pilots, "Truce", fue subido a YouTube.

### 2015-2017:Blurryfacey Emotional Roadshow World Tour

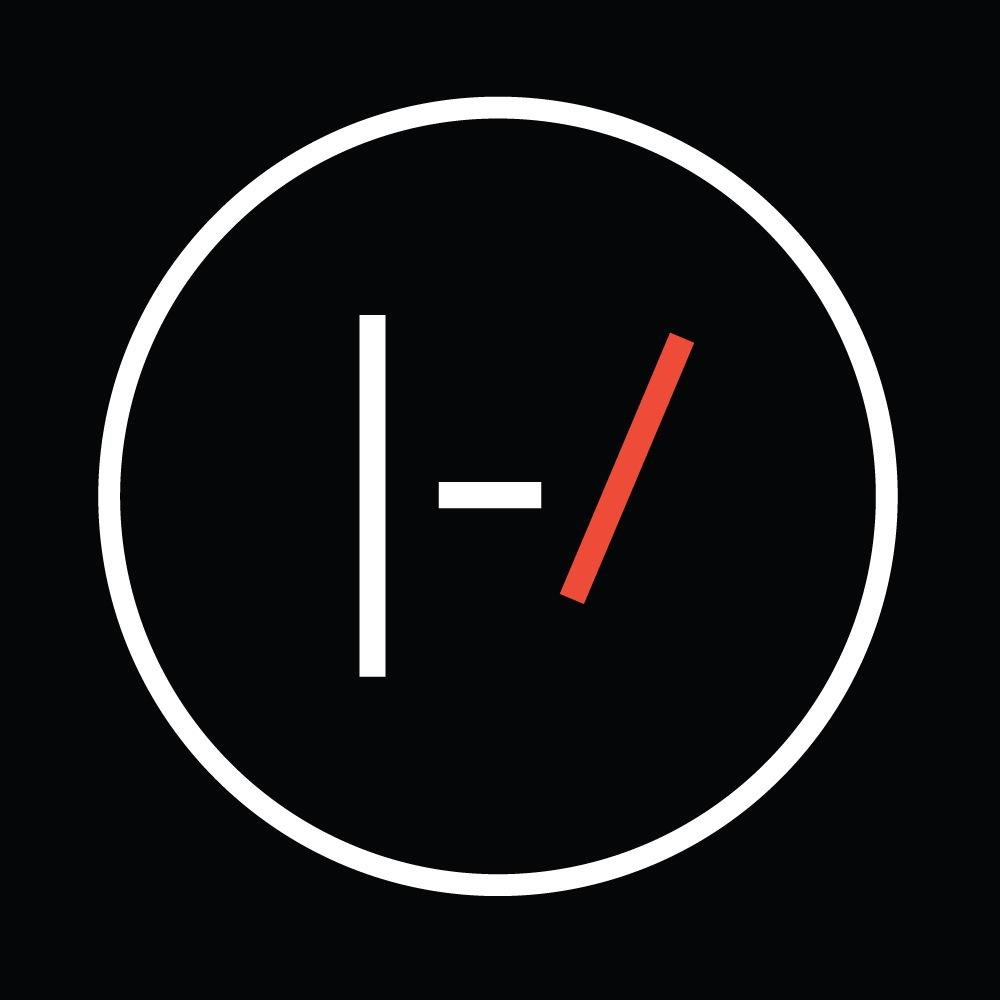
Logo de Twenty One Pilots durante la era de Blurryface.

El 17 de mayo de 2015, Twenty One Pilots lanzó su segundo álbum de estudio, Blurryface, 2 días antes de la fecha oficial de lanzamiento, el 19 de mayo de 2015.
En febrero de 2016, la canción Stressed Out alcanzó el puesto No. 2 en el Billboard Top-Five Single. En marzo del mismo año, el álbum ya había vendido 792 000 copias sólo en Estados Unidos. Blurryface alcanzó también el puesto No. 1 en el Top Billboard 200.
El 31 de mayo de 2016 comenzaba en Cincinnati lo que sería la segunda gira de Blurryface, Emotional Roadshow World Tour, contando con la colaboración de Jon Bellion para los conciertos que se llevarían a cabo en EE. UU. 
El 17 de junio de 2016 lanzaron, a través de iTunes, un nuevo sencillo llamado "Heathens", que fue hecho para la banda sonora de la película Suicide Squad, dirigida por David Ayer. El sencillo es la tercera canción de la banda sonora.
El vídeo fue publicado en YouTube el 21 de junio de 2016 Por Fueled by Ramen (compañía discográfica de Twenty One Pilots, Panic! At The Disco, Paramore, Travis McCoy, etc).
En septiembre de 2016, se publicó una versión de «Cancer», canción de la banda My Chemical Romance del año 2006.
El 25 de noviembre de 2016, el dúo estadounidense lanzó el álbum "Blurryface Live" que ha sido preparado para salir en vinilo. Este álbum contiene tres discos usando los característicos colores del álbum Blurryface. Las canciones dentro "Blurryface Live" son una mezcla entre el álbum de Blurryface y las canciones más exitosas del álbum Vessel (entre ellas Trees, Car Radio, Migraine, Truce, etc). Todo esto a partir del concierto de Twenty One Pilots en Oakland, Estados Unidos.
El 12 de febrero del 2017, el dúo ganaría su primer Grammy en la categoría Mejor Dúo/Grupo Alternativo con su sencillo Stressed Out. A mitades de este mismo año, la banda en su cuenta oficial de Twitter anunciaría con unas cuantas misteriosas fotos su descanso, el cual sería denominado por los fanáticos como "Hiatus".

### 2018-2019:Trench y The Bandito Tour
En marzo de 2018, su canción «Hometown» recibió una certificación Gold de la RIAA , convirtiendo a Blurryface en el primer álbum de larga duración en tener todas las canciones logrando al menos el disco de oro.
En julio de 2018, Twenty One Pilots rompió su silencio de más de un año, primero enviando un críptico correo electrónico a los fanáticos y luego publicando un vídeo en todas las plataformas de redes sociales, además de haber actualizado su logotipo y marca. El 11 de julio de 2018, la banda lanzaría dos nuevos sencillos, «Jumpsuit» y «Nico and the Niners», entrando ambas canciones en los primeros puestos del Billboard Top Rock Songs Chart. En las siguientes semanas, se lanzaría otros dos nuevos sencillos, «Levitate» y «My Blood», así como también los respectivos videos de cada uno de los mencionados anteriormente, y el anuncio de su tercer álbum de estudio, Trench, programado para ser lanzado el 5 de octubre de 2018 junto con una nueva gira mundial, llamada "The Bandito Tour", que comenzó el 16 de octubre de 2018.
En 2019, la banda anunciaría un sencillo más de su álbum Trench; «Chlorine», el cual llegaría al puesto número 6 en los Billboard Top Rock Songs Chart, número 1 en los Billboard Top Alternative Songs Chart , y alcanzaría los 100+ millones de vistas en el vídeo musical subido a YouTube.
El 4 de marzo de 2019, 5 meses después del lanzamiento de Trench, la banda confirmó que estaban trabajando en su siguiente álbum de estudio. Sobre el posible tema, el líder Tyler Joseph dijo, "hay un personaje del que no se ha hablado todavía en ningún disco que juega un papel muy importante en la narrativa del que obviamente habrá que hablar y es probable que sea hacia dónde vamos ahora, así que no se tratará de repetir los mismos temas, sino que recordará todo eso e introducirá un nuevo personaje, una nueva dirección".

### 2020-2023: Nueva era yScaled and Icy

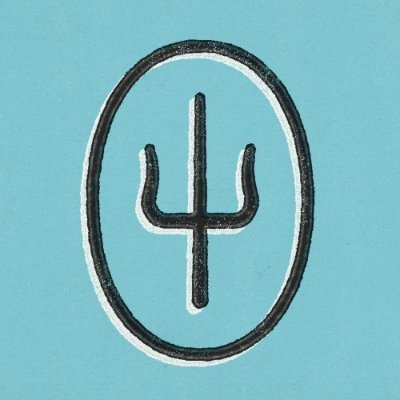
Logo de Twenty One Pilots en la era Scaled And Icy

El 9 de abril de 2020, se lanzó un nuevo sencillo "Level of Concern", junto con un video musical respectivo. Es una canción que la madre de Joseph lo convenció de hacer como resultado de la pandemia de coronavirus. Joseph ha donado una parte de los beneficios de la canción a Crew Nation, una organización benéfica para equipos de música en directo a los que no se les puede pagar durante la cuarentena internacional. El 22 de mayo del mismo año hicieron una presentación en directo en The Tonight Show Starring Jimmy Fallon de su canción Level of Concern junto con Paul Meany, Simon Jefferis, Jesse Blum y Ned.
En noviembre de 2020, Josh Dun reveló que todavía estaban trabajando "de forma remota" en el álbum, con ambos miembros en diferentes ubicaciones debido a la Pandemia de COVID-19.
Para las navidades de dicho año, más específicamente el 8 de diciembre de 2020, la banda lanzó otro sencillo, titulado "Christmas Saves the Year" seguido de un directo en Twitch de Tyler.
El 7 de abril de 2021 la banda lanzó el primer sencillo del álbum Scaled and Icy, llamado "Shy Away" y unos días después el Beyond the Video (detrás de escenas). Cabe recalcar que esta canción continúa con la historia explicada en sus álbumes, canciones y videos musicales, indicando que este álbum es la continuación de la historia (DEMA).
23 días después, el 30 de abril de 2021, estrenan otro sencillo del mismo álbum, Scaled and Icy (21 de mayo de 2021), titulado "Choker", desbloqueando videos detrás de cámaras en su página oficial. Esta canción tiene un video musical que tiene muchas referencias a DEMA (ciudad explicada en su anterior álbum Trench), que, igualmente a "Shy Away" continúa directamente con la historia principal (Según teorías del clique, un álbum no continuaria con este relato pero otro sí).
El 18 de mayo, sorpresivamente, lanzaron "Saturday", siendo ya el tercer sencillo liberado de Scaled and Icy. Su video oficial se estrenó el 8 de julio de 2021. Esta canción se había anunciado por filtración de Apple Music para el 20 de mayo, pero recién el 18 de mayo de 2021 a las 16:02 UTC, se estrena "Saturday".
El cuarto álbum de estudio del dúo, Scaled and Icy, finalmente se lanzó el 21 de mayo de 2021, dando así inicio a la siguiente era de la banda. 
Twenty One Pilots Live Stream Experience fue el título del primer concierto en vivo que realizó la banda en la era Scaled and Icy. Fue transmitido a través de https://live.twentyonepilots.com/  el 21 de mayo, 8pm ET. También fue el primer concierto completamente vía streaming que realizó la banda en toda su historia. El 8 de septiembre de 2021, se anunció que un concierto virtual de la banda daría lugar en el videojuego Roblox. El concierto se realizó el 17 de septiembre del mismo año.
El 19 de noviembre de 2021, el dúo lanzó una versión de Scaled and Icy en versión livestream, incluyendo todas las canciones usadas en el Livestream Experience, además del sencillo Level of Concern. El 8 de diciembre de 2021, un año después de su lanzamiento, el video de Christmas Saves The Year se estrenó en YouTube. Este está animado con plastimación. El 24 de noviembre de 2021, "The Outside" fue elegido como el cuarto sencillo del álbum. Su video musical oficial fue anunciado oficialmente el 17 de marzo de 2022, y fue lanzado el día siguiente. El mismo continúa la narrativa de su anterior álbum Trench y del video de Saturday.
El 7 de abril de 2022, la banda anunció Twenty One Pilots: Cinema Experience, una adaptación del Livestream Experience a teatros alrededor del mundo, incluyendo 20 minutos de material nunca visto en el evento. Será presentado solamente una vez el 19 de mayo de 2022.

### 2024-actualidad:ClancyyBreach
El 15 de febrero de 2024, las portadas de Vessel, Blurryface, Trench y Scaled and Icy se actualizaron para quedar parcialmente cubiertas por una cinta roja en todas las plataformas de streaming de música. Varias personas publicaron en las redes sociales que habían recibido un sobre rojo de "La Sagrada Municipalidad de Dema", y durante los días siguientes se reveló un nuevo logotipo a través de vallas publicitarias y carteles en varios lugares del mundo, insinuando un próximo nuevo álbum. El 22 de febrero, se lanzó un video narrado en las plataformas de redes sociales de la banda, donde se confirmaron detalles sobre la historia de los tres álbumes anteriores en anticipación al próximo álbum.
El 28 de febrero, la banda anunció el lanzamiento de un nuevo sencillo titulado "Overcompensate", lanzado el 29 de febrero junto a su video musical.Ese día, se anunció el lanzamiento de su séptimo álbum de estudio Clancy, el cual será lanzado el 24 de mayo de 2024.
Al sencillo principal le siguieron los sencillos "Next Semester" lanzado el 27 de marzo de 2024  y "Backslide" lanzado el 25 de abril de 2024, ambos con sus videos musicales.
El 27 de marzo de 2024, Twenty One Pilots anuncia por redes sociales su nueva gira mundial, llamada "The Clancy World Tour". 
En la semana del lanzamiento de Clancy, se lanzó el sencillo "The Craving (single version)" el 22 de mayo de 2024. 
En noviembre de 2024, con el estreno de la segunda temporada de Arcane: League of Legends, Twenty One Pilots contribuyó con la canción The Line. Fue lanzada como parte del álbum Arcane: League of Legends (Soundtrack from the Animated Series - Season 2).
Breach, el sexto álbum de estudio del dúo, se anunció el 21 de mayo de 2025 y su lanzamiento está previsto para septiembre. Su primer sencillo, «The Contract», se lanzará el 12 de junio.

## Estilo musical e influencia
El estilo musical de la banda ha sido descrito como hip hop alternativo, electropop, indie pop, pop rock, rap, reggae, trip hop, e indie rock. También han sido ocasionalmente clasificados como "indie rock", pop, electrónica, indie rock, pop-rap, hip hop, indietronica, y en el caso de Blurryface, reggae.
Es difícil categorizar a la banda usando solamente un género, ya que encajan dentro de varios. Se ha atribuido esto parcialmente al hecho de que, tanto Joseph como Dun, son músicos autodidactas, lo que implica que mientras producen su trabajo rompen muchas convenciones musicales de las que no son conscientes, incluyendo estar confinado a un único género.
Instrumentalmente, Twenty One Pilots tiene una mezcla de piano (algunas veces un teclado eléctrico o una keytar), sintetizadores, batería (también mezclada con batería eléctrica en algunas partes), voz y ocasionalmente ukelele, trompetas, pandero o bajo. Líricamente, sus canciones son escritas por Joseph, quién incorpora tanto rap como canto en sus letras. El periodista de música Carl Wilson ha notado que el rap de Joseph es comparado a menudo con el de Macklemore, pero escribió: «entre los raperos blancos después de Eminem, encuentro a Joseph más penetrante, sardónico y expresivo». Joseph ha dicho que nunca pretendía ser rapero, pero que al intentar encajar poesía, sobre todo cuando es demasiado larga, necesita empezar a rapear para hacer encajar las letras.

## Nombre de la banda, iconografía y fandom
Según la banda, su propósito para hacer música es "hacer que la gente piense" y alentarlos a encontrar alegría en lo que creen en la vida. Twenty One Pilots deriva el nombre y la filosofía de su banda de origen literario. "Bicycle Thief" y "Chill Coat" se encontraban entre algunos de los nombres de banda rechazados. Esto se remonta a los días de la universidad, según Joseph, cuando estudiaba teatro en la Universidad Estatal de Ohio. Obtuvo el nombre y el significado de la banda al leer la obra de 1947 All My Sons del dramaturgo estadounidense Arthur Miller. En la historia, el protagonista principal es un contratista de guerra llamado Joe Keller que fabrica piezas para aviones de guerra. Al descubrir que algunos son defectuosos y fallarían, debe decidir si los usa o no. Keller se ve obligado a tomar la decisión de gastar su dinero intentando reparar las partes defectuosas o presionar hacia adelante y usarlas. Aunque quiere hacer lo correcto, Keller teme perder dinero y necesita mantener a su familia, por lo que decide enviar las partes de todos modos, a Europa durante Segunda Guerra Mundial. Como consecuencia de su decisión, veintiún pilotos mueren. Al final de la obra, Keller se suicida. Joseph explicó los temas de dilema moral de la historia, entre elegir la decisión fácil y la correcta resonó con él e inspiró el nombre y la formación de la banda. Mientras la historia es morbosa, Joseph descubrió una lección dentro de ella. Le demostró que cada decisión que tome tendrá excelentes resultados o consecuencias nefastas. Joseph declaró: "Nos enfrentamos constantemente con decisiones. Muchas veces, las correctas toman más trabajo, lleva más tiempo ver el beneficio, son la ruta larga. Sabemos que para llegar a donde queremos estar y hacer lo que queremos hacer, a veces tenemos que hacer lo que no tenemos ganas de hacer. Se necesita mucho trabajo, y el nombre de la banda es un recordatorio constante de eso".

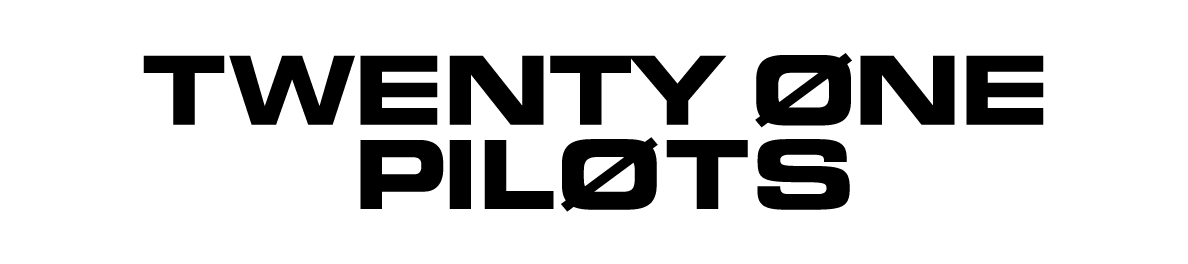
Logotipo tipográfico de Twenty One Pilots a partir de 2018

El nombre de la banda fue originalmente estilizado como "twenty|one|pilots" en su portada anterior; sin embargo, en el momento de su segundo álbum, Regional at Best, el formato se cambió a "twenty øne piløts" con una línea diagonal a través del Os.
El exmiembro de Twenty One Pilots, Chris Salih, declaró en una entrevista que Mark C. Eshleman, un viejo amigo y director creativo de Twenty One Pilots, creó el logotipo de la banda "jugando con las formas". Joseph descubrió que el acuerdo resonó con él. Con respecto a su logotipo, Joseph declaró en una entrevista que:

Significa Twenty One Pilots, el logotipo sí. Por qué significa Twenty One Pilots, es que realmente acompaña a una de nuestras canciones llamada "Kitchen Sink". Todo el concepto de esa canción es que siento que los humanos siempre están luchando todo el tiempo cuando se trata de un propósito, tratando de descubrir cuál es su propósito, qué propósito es, cuál es el punto, justificando su propia existencia. Muchos niños y personas de mi edad luchan con "cuál es el punto", y con el logotipo, lo que realmente significa es un estímulo. Cuando alguien me pregunta qué significa el logotipo para mí, el logotipo significa algo para mí porque hice que significara algo para mí. Ese es el punto. El punto es que creé algo que solo yo entiendo y si decido revelar o no su significado, ese es el comienzo del propósito para mí. El significado del propósito para mí es crear algo, si es escribiendo letras, pintando una imagen, expresándose a través del arte si es fotografía o música o teatro, o lo que sea. No tiene que ser artístico, pero si creas algo y solo tú sabes su significado, ese es el comienzo del propósito para ti. Cuando estás solo en la habitación tratando de decidir si seguir vivo, puedes decirte "Probablemente debería seguir vivo porque soy el único que sabe el significado de esa cosa", por lo que el logotipo es un estímulo para personas para crear. Eso es lo que significa.

En 2018, se presentó un nuevo logotipo para el lanzamiento de Trench. Se agregó una barra adicional en cada lado al logotipo anterior. El esquema de color se cambió a amarillo para las formas con un fondo negro sólido, coordinando así con el esquema de color para la portada del álbum. Joseph explicó que, "Si tuvieras que mirar esos dos logotipos que habíamos hecho en el pasado, y armarlo, crearía un logotipo que son dos barras ascendentes y dos barras laterales. Es una especie de continuación de lo que he estado trabajando". Explicó además que las barras adicionales representan "la sensación de estar rodeado de algo que te protege... Sabía que quería que ese logotipo tuviera esas capas adicionales de protección".

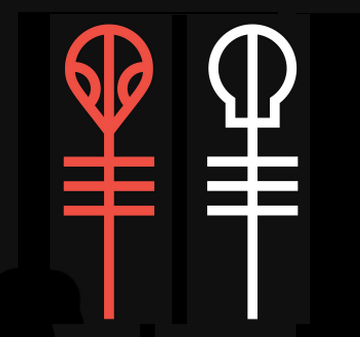
Logotipos de Skeleton Clique.

El fandom de la banda ha sido apodado como "Skeleton Clique" o simplemente Clique, en referencia al uso que hace la banda de la iconografía esquelética en muchas actuaciones, gráficos y videos musicales. La camarilla esquelética está representada en la iconografía oficial de la banda por logos de una calavera y una cabeza alienígena sobre líneas que parecen teclas. En noviembre de 2016, durante el Blurryface World Tour, la estación de metro Wood Green en Londres fue decorado con obras de arte relacionadas con la camarilla, que abarca más de cien paneles publicitarios. Durante el Tour De Columbus en 2017 Twenty One Pilots organizó una exposición de arte pública, llamada "Artøpia", exclusivamente para obras de arte relacionadas con el clique en Nationwide Arena en los Estados Unidos.
Twenty One Pilots se convirtió en un favorito local en su ciudad natal de Columbus, Ohio gracias a sus enérgicos conciertos en vivo. Según Dun, "Tocamos shows hardcore, shows de hip hop, nadie sabía dónde ubicarnos. Pero nos hemos acercado a los shows en vivo como una forma de construir algo de la nada". El dúo generalmente se presenta con pistas de teclado pregrabadas y programada late en lugar de una banda completa. Sin embargo, Dun también toca un kit de batería en vivo mientras activa las pistas de acompañamiento pregrabadas. Un ex patinador, a menudo rompe su rendimiento usando acrobacias, como back-flips. Mientras tanto, Tyler Joseph usa máscaras y ocasionalmente maquillaje corporal mientras rapea y canta. Toca múltiples instrumentos mientras vive usando un pasamontañas. Durante sus primeros shows, Joseph usaría una túnica con flores en el escenario. Dun declaró: "Pensamos que era genial, nuevo y diferente usar máscaras en el escenario, pero sí, la gente estaba confundida".

## Integrantes

### Formación actual
- Tyler Joseph: vocalista principal, piano, ukelele, bajo, keytar, sintetizadores, guitarra, pandereta, percusiones batería (2009-presente)
- Josh Dun: batería, trompeta, percusiones, pandereta,  piano, coros (2011-presente), vocalista principal (2022-presente)

### Antiguos miembros
- Chris Salih: (2009-2011)
- Nick Thomas: (2009-2011)

Cronología

## Discografía
Álbumes de estudio principales
- Twenty One Pilots (2009)
- Vessel (2013)
- Blurryface (2015)
- Trench (2018)
- Scaled and Icy (2021)
- Clancy (2024)
- Breach (2025)

Álbumes de estudio no publicados
- Regional at Best (2011)

Álbumes de sesiones
- Quiet is Violent (2014)
- The LC LP (2015)
- Blurryface Live (2016)
- TOPXMM (The Mutemath Sessions) (2016)
- Location Sessions (2021)
- Scaled and Icy (Livestream Version) (2021)
- MTV Unplugged (Live) (2023)

EPs
- three songs EP (2012)
- Migranie EP (2013)
- Holding on to You EP (2013)
- Double Sided (2016)
- Trench 10" Triplet EP (2016)

## Sencillos
Sencillos independientes
- Level of Concern (2020)
- Christmas Saves the Year (2020)

Covers oficiales
- Cancer de My Chemical Romance (2016)
- Twenty-Four (Tyler's Version) de Switchfoot (2023)

Del álbum Vessel
- Holding on to You (2012)
- Guns for Hands (2012)
- Lovely (2013)
- House of Gold (2013)
- Fake You Out (2013)
- Car Radio (2013)

Del álbum Blurryface
- Fairly Local (2015)
- Tear in My Heart (2015)
- Stressed Out (2015)
- Lane Boy (2015)
- Ride (2015)
- Heavydirtysoul (2016)

De la banda sonora Suicide Squad
- Heathens (2016)

Del álbum Trench
- Jumpsuit (2018)
- Nico and the Niners (2018)
- My Blood (2018)
- Chlorine (2019)
- The Hype (2019)

Del álbum Scaled and Icy
- Shy Away (2021)
- Choker (2021)
- Saturday (2021)
- The Outside (2021)

Del álbum Scaled and Icy (Livestream Version)
- Shy Away (2021)
- Heathens / Trees (2021)

Del álbum Clancy
- Overcompensate (2024)
- Next Semester (2024)
- Backslide (2024)
- The Craving (2024)

De la banda sonora de Arcane
- The Line (2024)

## Premios y nominaciones
| Premio                   | Año  | Categoría                      | Trabajo Nominado   | Resultado | Ref     |
| ------------------------ | ---- | ------------------------------ | ------------------ | --------- | ------- |
| MTV EMAs                 | 2016 | Mejor Actuación en Vivo        | Twenty One Pilots  | Ganador   |         |
| MTV EMAs                 | 2016 | Mejor Artista Alternativo      | Twenty One Pilots  | Ganador   |         |
| MTV EMAs                 | 2018 | Mejor Artista Alternativo      | Twenty One Pilots  | Nominado  |         |
| MTV EMAs                 | 2019 | Mejor Actuación World Stage    | Twenty One Pilots  | Nominado  |         |
| MTV EMAs                 | 2019 | Mejor Artista Alternativo      | Twenty One Pilots  | Nominado  |         |
| MTV EMAs                 | 2020 | Mejor Artista Alternativo      | Twenty One Pilots  | Nominado  |         |
| IHeartRadio Music Awards | 2021 | Mejor Duo/Grupo                | Twenty One Pilots  | Nominado  | [ 101 ] |
| IHeartRadio Music Awards | 2021 | Mejor Artista Rock/Alternativo | Twenty One Pilots  | Ganador   | [ 101 ] |
| IHeartRadio Music Awards | 2021 | Mejor Canción Rock/Alternativo | "Level Of Concern" | Ganador   | [ 101 ] |
| Billboard Music Awards   | 2021 | Mejor Artista Rock             | Twenty One Pilots  | Nominado  | [ 102 ] |
| Billboard Music Awards   | 2021 | Mejor Canción Rock             | "Level of Concern" | Nominado  | [ 102 ] |

## Giras musicales

### Como artista principal
- Regional at Best Tour headlining alongside CHALLENGER! (2011)[103][104]
- Mostly November Tour (2012)[105]
- Quiet Is Violent World Tour (2014)
- Blurryface Tour (2015–16)[106]
- Emotional Roadshow World Tour (2016–17)[107][108]
- Tour de Columbus (2017)[109][110]
- The Bandito Tour (2018–19)
- Takeover Tour (2021-2022)
- The Icy Tour (2022)
- The Clancy World Tour (2024-2025)

### Como acto de apertura
- Save Rock and Roll Tour con Fall Out Boy y Panic! at the Disco (2013)[111]